# ويليام بي. ماهوني
ويليام بي. ماهوني (بالإنجليزية: William B. Mahoney)‏ هو صحفي أمريكي، ولد في 1912، وتوفي في 2004.